# Richard Krajicek

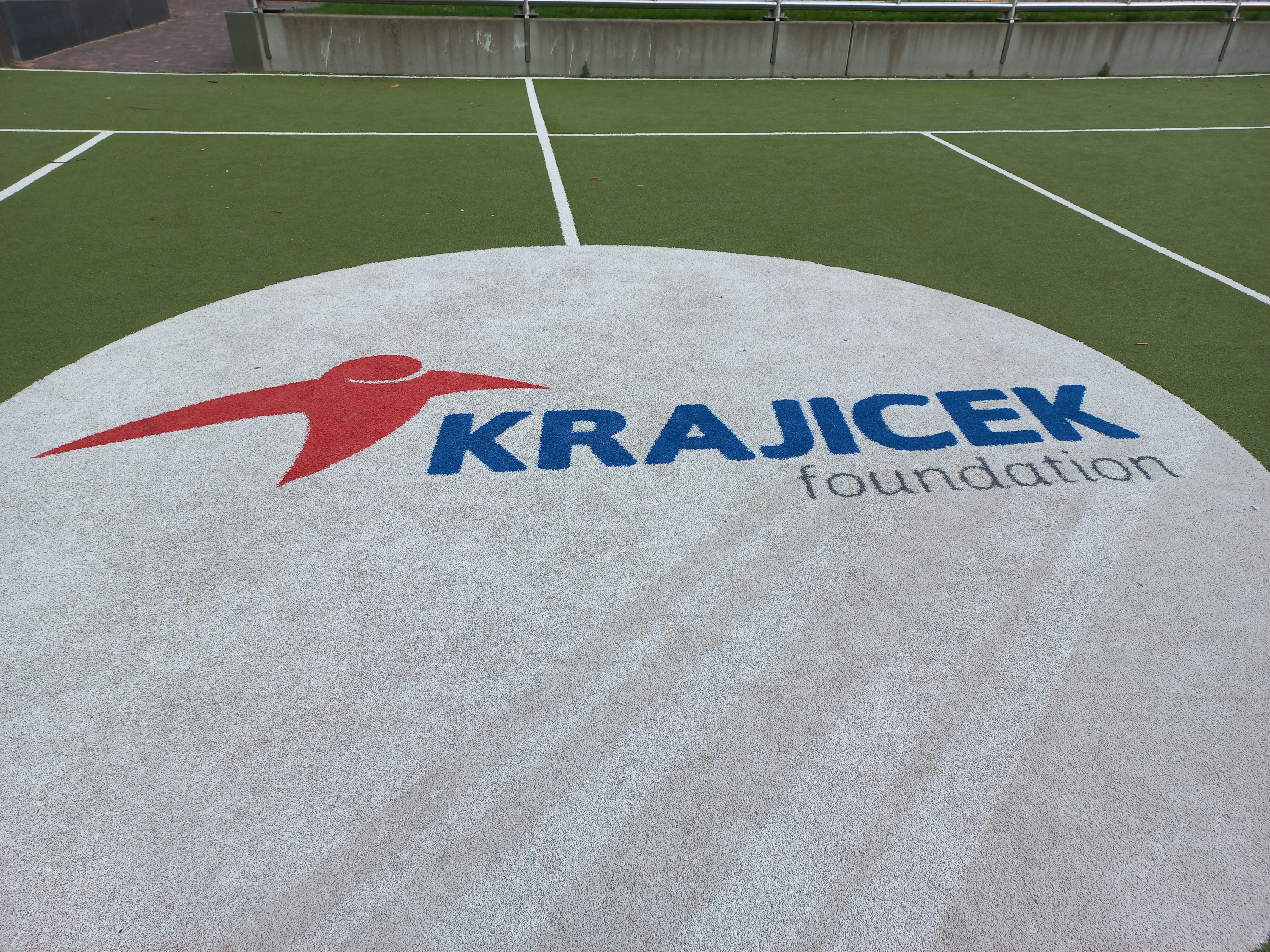
Richard Krajicek Foundation in Amsterdam (augustus 2023)

Richard Peter Stanislav Krajicek (Rotterdam, 6 december 1971) is een Nederlands voormalig tennisspeler van Tsjechische afkomst. In 1996 won hij de Wimbledon-titel in het enkelspel, die wordt beschouwd als de meest prestigieuze titel in het tennis. Hij is daarmee de enige Nederlandse tennisser die een grandslamtoernooi heeft gewonnen in het enkelspel.
Krajicek is sinds 1999 getrouwd met ex-fotomodel en schrijfster Daphne Deckers (1968), woont in Muiderberg en heeft twee kinderen.
Krajicek werd geboren een jaar nadat zijn ouders, de handballer Petr (1942) en Ludmila Krajíček, waren gevlucht uit Tsjecho-Slowakije. Michaëlla Krajicek (1989) is een halfzus uit het huwelijk tussen zijn vader en een andere Tsjechische vrouw. Krajicek groeide op in regio Den Haag.

## Tennisloopbaan

### Begin
Krajicek begon al op vijfjarige leeftijd met bondstraining van het district Den Haag. Zijn ouders en dan vooral zijn vader waren de drijfveer achter zijn tenniscarrière. In zijn jeugd maakte hij veel trainingsuren onder leiding van zijn vader Petr en de tennistrainer Marian Laudin.
Hij behaalde nationale titels t/m 12 jaar buiten (1982/83) en binnen (1982/83) en t/m 14 jaar buiten (1984). Vanaf 1984 begon het minder goed te gaan met Krajiceks tennisspel.
Krajiceks loopbaan stokte rond zijn 14e tot 16e jaar door fysieke, technische, tactische en persoonlijke oorzaken. In 1987 was de ooit zo talentvolle 15/16-jarige Krajicek afgeschreven voor potentieel top 100-niveau.
Bij Krajicek bleef de groeispurt lang uit, totdat hij plotseling rond zijn 16/17e in korte tijd sterk begon te groeien. Het technische niveau werd verbeterd onder leiding van Cees Houweling die hem trainde van zijn 14e tot zijn 19e. Houweling heeft sterk bijgedragen aan de omschakeling van een dubbelhandige naar een enkelhandige backhand en tevens aan de ontwikkeling van Krajiceks aanvallende speelstijl, die mogelijk werd gemaakt door zijn toegenomen lengte. Privé had hij het niet makkelijk door de scheiding van zijn ouders in 1986, die bovendien leidde tot een langdurige breuk (circa 2001) met zijn vader en trainer Petr.
Krajicek stopte in 1988 op 16-jarige leeftijd na 4 atheneum met de middelbare school en ging fulltime tennissen. Bondscoach KNLTB Stanley Franker gaf hem een kans bij Jong Oranje ondanks zijn slechte prestaties van dat moment. Pas vanaf dat moment begon Krajicek na circa vier jaar verval weer langzaam op niveau te komen. Hij was definitief terug toen hij eind 1989 het KNLTB Tennis Masters-toernooi (Nederlands kampioenschap binnen) won van Paul Haarhuis met 4-6, 7-6 en 6-4.

### Vervolg
De Australiër Rohan Goetzke, die in dienst van de KNLTB werkte, werd de coach van zowel Krajicek als Jan Siemerink als andere leden van Jong Oranje.
In 1990 speelde hij voor het eerst op een ATP Challenger Tour-toernooi. Hij had toen een ranking van 314 op de ATP Wereldranglijst. Op het ATP Challengertoernooi van Verona won hij op gravel in de finale van Jacco Eltingh met 4-6, 6-1 en 6-4. Hij won ook het tweede challengertoernooi waaraan hij deelnam in 1990. Op het gravel van het ATP Challengertoernooi van Casablanca won hij van Ctislav Doseděl met 7-6 en 6-3. In zijn derde challengertoernooi bereikte hij op het overdekte hardcourt ATP Challengertoernooi van Brest in 1990 de finale en verloor daarin van Cédric Pioline met 3-6 en 4-6. Door die resultaten bereikte hij in oktober 1990 plaats 148 op de ATP-wereldranglijst.
In 1991 kon hij voor het eerst meedoen aan een ATP Tour 250-toernooi. Op de hardcourtbuitenbanen van het ATP-toernooi van Sydney 1991 (Sydney Outdoor) won hij in de eerste ronde van Marc Rosset met 6-3 en 6-2.
Hij speelde op het Australian Open 1991 zijn eerste grandslamtoernooi. Op het hardcourt bereikte hij de vierde ronde en verloor van Cristiano Caratti met 3-6, 4-6, 7-6, 6-3 en 4-6.
Op 28 januari 1991 bereikte hij met de ATP Ranking van 94 voor het eerst de top 100.
Hij speelde op de hardcourtbuitenbanen van het ATP-toernooi van Miami 1991 zijn eerste ATP Tour Masters 1000-toernooi. Hij verloor in de eerste ronde van Petr Korda met 6-1, 3-6 en 2-6.
Hij won zijn eerste ATP Tour 250-toernooi op 19-jarige leeftijd in 1991. Hij won in de finale op de hardcourtbuitenbanen van het ATP-toernooi van Hongkong 1991 met 6-2, 3-6 en 6-3 van Wally Masur. Na dit toernooi werd Rohan Goetzke de vaste coach van alleen Krajicek buiten dienst van de KNLTB.
In 1991 speelde hij voor het eerst op een ATP Tour 500-toernooi. Op de hardcourtbuitenbanen van het ATP-toernooi van Tokio 1991 verloor hij in de eerste ronde van John Fitzgerald met 1-6 en 4-6.
Krajiceks doorbraak kwam in 1992 toen hij voor het eerst de halve finale van een grandslamtoernooi bereikte. Op 20-jarige leeftijd kon hij niet aantreden in de halve finale op het Australian Open 1992 tegen Jim Courier wegens een schouderblessure (forfait). Dit zou het begin markeren van een carrière vol blessureleed.
Op 16 november 1992 bereikte hij met ATP Ranking 10 voor het eerst de top 10. Die week speelde hij (wegens twee afvallers) voor het eerst in de ATP Finals (binnenbaan). Op het tapijt won hij één groepswedstrijd van Michael Chang met 2-6, 6-3 en 7-6. In die wedstrijd raakte hij geblesseerd aan de knie.
Op het gravel van Roland Garros 1993 bereikte hij wederom de halve finale van een grandslamtoernooi. Hij verloor hij van Jim Courier met 1-6, 7-6, 5-7 en 2-6.
In 1994 won hij zijn eerste ATP Tour 500-toernooi – dat was het ATP-toernooi van Barcelona 1994. In de finale versloeg hij op gravel Carlos Costa met 6-4, 7-6 en 6-2. Daarmee had hij reeds op zijn 22e toernooien gewonnen op alle vier ondergronden (hardcourt, gravel, gras en tapijt).
Medio 1996 had Krajicek al meer dan een jaar geen toernooi meer gewonnen. Op het gravel van het ATP-toernooi van Rome 1996 (ATP Tour Masters 1000) speelde hij echter goed en bereikte de finale waarin hij verloor van Thomas Muster met 2-6, 4-6, 6-3 en 3-6. In 1996 bereikte hij de kwartfinale op het gravel van Roland Garros 1996 waarin hij verloor van de latere toernooiwinnaar Jevgeni Kafelnikov met 3-6, 4-6, 7-6 en 2-6.
Krajicek trok deze stijgende lijn door en speelde goed tijdens het door hem gewonnen grandslamtoernooi Wimbledon 1996 op 24-jarige leeftijd. Op gras won hij in de eerste ronde van Javier Sánchez met 6-4, 6-3 en 6-4, in de tweede ronde van Derrick Rostagno met 6-4, 6-3 en 6-3, in de derde ronde van Brett Steven met 7-6, 6-7, 6-4 en 6-2, in de vierde ronde van de Wimbledonwinnaar van 1991 Michael Stich met 6-4, 7-6 en 6-4 – in de kwartfinale won hij van de nummer 1 van de wereldranglijst Pete Sampras met 7-5, 7-6 en 6-4. Krajicek was de enige tennisser die de zegereeks van zevenvoudig Wimbledonwinnaar Sampras (1993-1995 en 1997-2000) wist te doorbreken. Krajicek won in de halve finale met 7-5, 6-2 en 6-1 van Jason Stoltenberg en in de finale met 6-3, 6-4 en 6-3 van de Amerikaan MaliVai Washington.
Op Wimbledon 1998 bereikte Krajicek de halve finale waarin hij verloor van Goran Ivanišević met 3-6, 4-6, 7-5, 7-6 en 13-15.
In 1998 won hij voor het eerst een ATP Tour Masters 1000-toernooi: het ATP-toernooi van Stuttgart (indoor) 1998. Dat toernooi had een schema van 64 en 48 deelnemers. Op de hardcourtbinnenbaan versloeg hij na een vrijstelling in de eerste ronde, in de tweede ronde Magnus Norman met 6-4 en 6-1, in de derde ronde de nummer 5 van de wereldranglijst Andre Agassi met 6-3 en 6-4, in de kwartfinale Goran Ivanišević met 7-6 en 7-6 en in de halve finale de nummer 1 van de wereldranglijst Pete Sampras met 6-7, 6-4 en 7-6. In de finale versloeg hij Jevgeni Kafelnikov met 6-3, 6-4 en 6-3.

In 1999 won hij voor de tweede keer een ATP Tour Masters 1000-toernooi: het ATP-toernooi van Miami 1999. Dat toernooi had een schema van 128 en 96 deelnemers. Hij versloeg op de hardcourtbuitenbanen, na een vrijstelling voor de eerste ronde, in de tweede ronde Sjeng Schalken met 6-1, 4-6 en 6-1, in de derde ronde Jan Siemerink met 6-3 en 6-2, in de vierde ronde Marat Safin met 6-3 en 6-1, in de kwartfinale de nummer 2 van de wereld Pete Sampras met 6-2 en 7-6 en in de halve finale Thomas Enqvist met 6-4 en 6-2. In de finale versloeg hij Sébastien Grosjean met 4-6, 6-1, 6-2 en 7-5. Dat was Krajiceks laatste toernooiwinst.
Op 29 maart 1999 bereikte hij zijn hoogste positie op de ATP-wereldranglijst: plaats nummer 4. In mei van datzelfde jaar was hij tijdens het ATP-toernooi van Hamburg vijf zeges en één toernooiwinst verwijderd van de nummer 1-positie op de wereldranglijst. Hij verloor echter na een vrijstelling voor de eerste ronde in de tweede ronde van Hicham Arazi met 5-7 en 1-6.
Op het hardcourt van het US Open 1999 verloor hij in de kwartfinale van Jevgeni Kafelnikov met 6-7, 6-7, 6-3, 6-1 en 6-7. In die wedstrijd sloeg hij 49 aces waarmee hij het toenmalige wereldrecord brak.

### Einde
Op het US Open 2000 verloor hij in de kwartfinale van Pete Sampras met 6-4, 6-7, 4-6 en 2-6. In die wedstrijd kreeg hij een blessure aan zijn elleboog die twintig maanden zou duren. Hij speelde daardoor niet van december 2000 tot mei 2002 en miste zes grandslamtoernooien op rij. Dat was feitelijk het begin van het einde.
Hij maakte zijn comeback op het gras van het ATP-toernooi van Rosmalen 2002 en verloor in de eerste ronde van Roger Federer met 2-6 en 5-7. Zijn volgende toernooi was Wimbledon 2002 waarin hij in de kwartfinales verloor van Xavier Malisse met 1-6, 6-4, 2-6, 6-3 en 7-9 wat zijn laatste grote prestatie was.
Krajicek bleef last houden van de blessure aan zijn elleboog en kon niet meer op zijn oude niveau komen. Op 19 juni 2003 stopte Krajicek na vijftien jaar op zijn 31e met fulltime tennis als gevolg van die blessure. Zijn laatste toernooi was het ATP-toernooi van Rosmalen 2003 waarin hij verloor van Olivier Mutis met 4-6 en 6-7. De week erna op maandag 23 juni 2003 had hij een ranking van 71 op de wereldranglijst.

## Prestaties
Krajicek was de beste speler van de 'Gouden generatie', een benaming voor het meest succesvolle tijdperk in het Nederlandse herentennis. Deze bestond uit Richard Krajicek (1971), Paul Haarhuis (1966), Jan Siemerink (1970) en Jacco Eltingh (1970). Deze generatie kwam eind jaren tachtig op en was succesvol in de jaren negentig. Bondscoach KNLTB Stanley Franker was sterk betrokken bij de gouden generatie, mede ook door zijn functie als coach van het Nederlands team in de Davis Cup.
Krajicek won in zijn carrière 17 ATP-toernooien: hardcourt 7, tapijt 6, gras 3, gravel 1.
Krajicek staat op nummer 45 (per 25 november 2019) van de wereldranglijst van de "Open Era GOAT List" van Ultimate Tennis Statistics. Dat is vanaf 19 januari 1968; dat is iets voor het officiële begin van het open tijdperk (22 april 1968). Hij is daarmee de tweede beste tennisser van Nederland na Tom Okker, die op nummer 32 staat (per 25 november 2019).
Krajiceks hoogste Elo-rating volgens Ultimate Tennis Statistics was 2.214 op 26 maart 1999. Met die Elo-rating behaalde hij ook zijn hoogste Elo-ranking op de wereldranglijst van Ultimate Tennis Statistics: plaats nummer 2 op 26 maart 1999. Hij staat op plaats nummer 67 van de hoogste Elo-ratings per tennisser volgens Ultimate Tennis Statistics (per 25 november 2019). De tweede plaats op de Elo-ranking van 26 maart 1999 van Ultimate Tennis Statistics was hoger dan zijn hoogste positie op de ATP-wereldranglijst: plaats nummer 4 op 29 maart 1999 .
De volgende head-to-heads hebben alleen betrekking op spelers die binnen de top 100 staan van de "Open era GOAT List" van Ultimate Tennis Statistics (per 25 november 2019), en waartegen hij minimaal 7 keer heeft gespeeld op de ATP Tour. Zijn drie relatief beste head-to-heads waren tegen Pete Sampras 6-4, Patrick Rafter 7-2 en Michael Chang 7-3. Zijn drie relatief slechtste head-to-heads waren tegen Jim Courier 1-7, Cédric Pioline 2-5 en Goran Ivanisevic 3-9.

Krajicek staat op nummer 1 (58,33 % winst; per 25 november 2019) tegen de nummer 1 van de wereldranglijst volgens Ultimate Tennis Statistics (minimaal 10 wedstrijden). Hij heeft daarin een winst/verlies balans van 7-5.
Krajicek kon goed tennissen in eigen land: hij behaalde vier ATP-titels in Nederland (twee keer het Rotterdam en twee keer Rosmalen). Hij speelde echter onder zijn niveau in de Davis Cup. Daarin heeft hij een winst-verliespercentage van 46,2 % (6-7) in het enkelspel (uitgezonderd een verliespartij waarin hij moest opgeven wegens blessure), terwijl hij op de hele ATP Tour een winst-verliespercentage had van 65,2%.

Krajicek speelde relatief beter tegen spelers met een hogere ranglijstpositie (52,6 % winst; nummer 7, per 25 november 2019) dan tegen spelers met een lagere positie (69,9 % winst; nummer 117, per 25 november 2019) volgens Ultimate Tennis Statistics. 
Krajicek speelde relatief beter tegen spelers met een hogere Elo-rating (51,8 % winst; nummer 3, per 25 november 2019) dan tegen spelers met een lagere Elo-rating (69,3 % winst; nummer 169, per 25 november 2019) volgens Ultimate Tennis Statistics.
Krajicek raakte snel geblesseerd en de vele blessures hebben zijn carrière sterk belemmerd. Met minder blessures was wellicht meer mogelijk geweest.
Als tennisspeler is Krajicek nog actief op de ATP Champions Tour.

## Speelstijl
De lange en stevige Krajicek ontwikkelde al snel een sterke opslag. Hij sloeg niet alleen hard maar kon de bal ook goed plaatsen en variabel effect meegeven. Krajicek sloeg de opslag (op het begin na) vanwege zijn grote blessuregevoeligheid niet op zijn allerhardst. Hij kon daardoor wel meer met de plaatsing en het effect. Hij had een van de beste opslagen van zijn generatie. Krajicek won 87,2 % van zijn opslaggames op de ATP Tour en staat daarmee op plaats 10 (per 25 november 2019, vanaf 31 december 1990) volgens Ultimate Tennis Statistics. Krajicek was een service-volley speler. Het sterkst was hij in de service games op tapijt waarin hij plaats 4 bezet (per 25 november 2019, vanaf 31 december 1990).
Krajiceks return was niet zo goed in relatie tot zijn niveau. Hij won 21,2 % van zijn returngames op de ATP Tour en staat daarmee op plaats 279 (per 25 november 2019, vanaf 31 december 1990) volgens Ultimate Tennis Statistics. Het zwakst was hij in de returngames op gravel waarin hij plaats 229 bezet (per 25 november 2019, vanaf 31 december 1990).
Zijn volley was goed, maar minder sterk dan zijn opslag. Hij had aangeleerde volleys, die eerder een technische dan een natuurlijke slag waren. De volleys waren eerder strakke en gecontroleerde slagen dan slagen op basis van gevoel.
Zijn forehand was wel een natuurlijke slag en was betrouwbaar. Met zijn eastern grip was hij in de forehand niet alleen vast maar kon hij er tevens veel snelheid mee genereren.
Zijn enkelhandige backhand was zijn minste slag. De slice was goed, maar in het doorslaan was hij niet vast. Daardoor kon hij in de verdrukking komen wanneer hij continu op zijn backhand werd aangevallen.
Hij had een goede forehand-smash, maar vooral een bijzonder goede backhand-smash, die hij heel hard kon slaan voor een backhand-smash. Krajicek speelde niet veel dropshots.
Ondanks zijn lengte en kracht beschikte Krajicek over een goede techniek en een klassieke stijl van spelen. Zijn voetenwerk was voldoende voor iemand van 1,96 m, maar hij was niet beweeglijk noch snel in relatie tot zijn niveau. Zijn balans was mede door zijn lengte geen sterk punt.
Wanneer Krajicek op een snelle ondergrond (tapijt, hardcourt of gras) op dreef was, was hij moeilijk te verslaan en kon hij een tegenstander overheersen.
Krajicek had moeite om het publiek te bespelen. Later in zijn loopbaan kon hij zich echter beter ontspannen, waardoor zijn omgang met het publiek en de media beter verliep.

## Maatschappelijke loopbaan
Na zijn afscheid werd Krajicek directeur van het ABN AMRO-indoortoernooi in zijn geboorteplaats Rotterdam.
In 2005 verscheen van zijn hand de autobiografie Harde Ballen. Redactie: Berthold Palthe. Eindredactie: Daphne Deckers.
Krajicek schreef bovendien mee aan het verkiezingsprogramma van de VVD voor de Tweede Kamerverkiezingen van 2010. Ook heeft hij aangegeven dat hij in de toekomst mogelijk een politieke carrière wil nastreven.
Hij was in 2013 lid van het Nationaal Comité Inhuldiging, dat de feestelijkheden rond de inhuldiging van Willem-Alexander tot koning coördineerde. Hij droeg daarin de verantwoordelijkheid voor het onderdeel Koningsspelen, een sportfestijn voor de schooljeugd dat op 26 april onder slechte weersomstandigheden werd gehouden. Krajicek kondigde aan dat deze spelen een jaarlijks terugkerend evenement zouden gaan worden.

## Krajicek Foundation
Nadat Richard Krajicek in 1996 Wimbledon won, koos hij in plaats van een rijtour door de stad voor het geven van een tennisclinic in een Haagse aandachtswijk. Geraakt door het plezier van de kinderen én geschokt door de beperkte faciliteiten, kwam Richard op het idee om meer voor deze jeugd te doen. In 1998 was de eerste Krajicek Playground een feit en in 2025 waren er 135 van deze multifunctionele sportvelden beschikbaar. Behalve voor de aanleg zorgt de stichting ook voor intensieve begeleiding.
Voor zijn werk met de Krajicek Foundation, die een gezonde leefstijl voor jongeren wil bevorderen, werd hij in 2024 door Koning Willem-Alexander onderscheiden met de Eremedaille voor Voortvarendheid en Vernuft.

## Palmares
| Legenda                       | Legenda               |
| ----------------------------- | --------------------- |
| Grand Slam                    |                       |
| Olympische Spelen             |                       |
| tot 2009                      | vanaf 2009            |
| Tennis Masters Cup            | ATP Finals            |
| ATP Masters Series            | ATP Tour Masters 1000 |
| ATP International Series Gold | ATP Tour 500          |
| ATP International Series      | ATP Tour 250          |

### Enkelspel
| Nr.                  | Datum            | Toernooi            | Ondergrond    | Tegenstander in finale | Score                         |               |
| -------------------- | ---------------- | ------------------- | ------------- | ---------------------- | ----------------------------- | ------------- |
| gewonnen finales     |                  |                     |               |                        |                               |               |
| 1.                   | 7 april 1991     | ATP Hongkong        | Hardcourt     | Wally Masur            | 6-2, 3-6, 6-3                 | details       |
| 2.                   | 9 augustus 1992  | ATP Los Angeles     | Hardcourt     | Mark Woodforde         | 6-4, 2-6, 6-4                 | details       |
| 3.                   | 15 november 1992 | ATP Antwerpen       | Tapijt (i)    | Mark Woodforde         | 6-2, 6-2                      | details       |
| 4.                   | 8 augustus 1993  | ATP Los Angeles (2) | Hardcourt     | Michael Chang          | 0-6, 7-6(3), 7-6(5)           | details       |
| 5.                   | 10 april 1994    | ATP Barcelona       | Gravel        | Carlos Costa           | 6-4, 7-6(6), 6-2              | details       |
| 6.                   | 12 juni 1994     | ATP Rosmalen        | Gras          | Karsten Braasch        | 6-3, 6-4                      | details       |
| 7.                   | 9 oktober 1994   | ATP Sydney          | Hardcourt (i) | Boris Becker           | 7-6(5), 7-6(7), 2-6, 6-3      | details       |
| 8.                   | 26 februari 1995 | ATP Stuttgart       | Tapijt (i)    | Michael Stich          | 7-6(4), 6-3, 6-7(6), 1-6, 6-3 | details       |
| 9.                   | 5 maart 1995     | ATP Rotterdam       | Hardcourt (i) | Paul Haarhuis          | 7-6(5), 6-4                   | details       |
| 10.                  | 7 juli 1996      | Wimbledon           | Gras          | MaliVai Washington     | 6-3, 6-4, 6-3                 | details       |
| 11.                  | 9 maart 1997     | ATP Rotterdam (2)   | Hardcourt (i) | Daniel Vacek           | 7-6(4), 7-6(5)                | details       |
| 12.                  | 20 april 1997    | ATP Tokio           | Hardcourt     | Lionel Roux            | 6-2, 3-6, 6-1                 | details       |
| 13.                  | 22 juni 1997     | ATP Rosmalen (2)    | Gras          | Guillaume Raoux        | 6-4, 7-6(7)                   | details       |
| 14.                  | 15 februari 1998 | ATP Sint-Petersburg | Hardcourt (i) | Marc Rosset            | 6-4, 7-6(5)                   | details       |
| 15.                  | 1 november 1998  | ATP Stuttgart       | Hardcourt (i) | Jevgeni Kafelnikov     | 6-4, 6-3, 6-3                 | details       |
| 16.                  | 28 februari 1999 | ATP Londen          | Tapijt (i)    | Greg Rusedski          | 7-6(6), 6-7(5), 7-5           | details       |
| 17.                  | 28 maart 1999    | ATP Key Biscayne    | Hardcourt     | Sébastien Grosjean     | 4-6, 6-1, 6-2, 7-5            | details       |
| verloren finales     |                  |                     |               |                        |                               |               |
| 1.                   | 12 april 1992    | ATP Tokio           | Hardcourt     | Jim Courier            | 4-6, 4-6, 6-7(3)              | details       |
| 2.                   | 21 februari 1993 | ATP Stuttgart       | Tapijt (i)    | Michael Stich          | 6-4, 5-7, 6-7(4), 6-3, 5-7    | details       |
| 3.                   | 20 augustus 1995 | ATP New Haven       | Hardcourt     | Andre Agassi           | 6-3, 6-7(2), 3-6              | details       |
| 4.                   | 19 mei 1996      | ATP Rome            | Gravel        | Thomas Muster          | 2-6, 4-6, 6-3, 3-6            | details       |
| 5.                   | 4 augustus 1996  | ATP Los Angeles     | Hardcourt     | Michael Chang          | 4-6, 3-6                      | details       |
| 6.                   | 26 oktober 1997  | ATP Stuttgart       | Tapijt (i)    | Petr Korda             | 6-7(6), 2-6, 4-6              | details       |
| 7.                   | 9 augustus 1998  | ATP Toronto         | Hardcourt     | Patrick Rafter         | 6-7(3), 4-6                   | details       |
| 8.                   | 31 oktober 1999  | ATP Stuttgart       | Hardcourt (i) | Thomas Enqvist         | 1-6, 4-6, 7-5, 5-7            | details       |
| 9.                   | 18 juni 2000     | ATP Halle           | Gras          | David Prinosil         | 3-6, 2-6                      | details       |
| gewonnen challengers |                  |                     |               |                        |                               |               |
| 1.                   | 2 september 1990 | Verona              | Gravel        | Jacco Eltingh          | 4-6, 6-1, 6-4                 | 4-6, 6-1, 6-4 |
| 2.                   | 14 oktober 1990  | Casablanca          | Gravel        | Ctislav Doseděl        | 7-6, 6-3                      | 7-6, 6-3      |

### Dubbelspel
| Nr.                           | Datum          | Toernooi      | Ondergrond | Partner       | Tegenstanders in finale             | Score         |         |
| ----------------------------- | -------------- | ------------- | ---------- | ------------- | ----------------------------------- | ------------- | ------- |
| gewonnen finales heren dubbel |                |               |            |               |                                     |               |         |
| 1.                            | 28 juli 1991   | ATP Hilversum | Gravel     | Jan Siemerink | Francisco Clavet Magnus Gustafsson  | 7-5, 6-4      | details |
| 2.                            | 21 maart 1993  | ATP Miami     | Hardcourt  | Jan Siemerink | Patrick McEnroe Jonathan Stark      | 6-7, 6-4, 7-6 | details |
| 3.                            | 18 juni 1995   | ATP Rosmalen  | Gras       | Jan Siemerink | Hendrik Jan Davids Andrej Olchovski | 7-5, 6-3      | details |
| verloren finales heren dubbel |                |               |            |               |                                     |               |         |
| 1.                            | 7 oktober 1990 | ATP Athene    | Gravel     | Tom Kempers   | Sergio Casal Javier Sánchez         | 4-6, 3-6      | details |
| 2.                            | 16 juni 1991   | ATP Rosmalen  | Gras       | Jan Siemerink | Hendrik Jan Davids Paul Haarhuis    | 3-6, 6-7      | details |
| 3.                            | 3 april 1994   | ATP Estoril   | Gravel     | Menno Oosting | Cristiano Brandi Federico Mordegan  | forfait       | details |

## Nationale enkelspeltitels (2)
- 1989: Winnaar Masters
- 1991: Winnaar Nationaal tenniskampioenschap

## Resultaten grote toernooien
| Legenda | Legenda                          |
| ------- | -------------------------------- |
| g.t.    | geen toernooi gehouden           |
| l.c.    | lagere categorie                 |
| –       | niet deelgenomen                 |
| G       | uitgeschakeld in de groepsfase   |
| 1R      | uitgeschakeld in de eerste ronde |
| 2R      | uitgeschakeld in de tweede ronde |
| 3R      | uitgeschakeld in de derde ronde  |
| 4R      | uitgeschakeld in de vierde ronde |
| KF      | uitgeschakeld in de kwartfinale  |
| HF      | uitgeschakeld in de halve finale |
| F       | de finale verloren               |
| W       | het toernooi gewonnen            |
| w-v     | winst/verlies-balans             |

### Enkelspel
| Toernooi                                                | 1989                        | 1990                        | 1991                        | 1992                        | 1993                        | 1994                        | 1995                        | 1996                        | 1997                        | 1998                        | 1999                        | 2000                        | 2001                        | 2002                        | 2003                        | Carrière SR                 | Carrière w-v                |
| ------------------------------------------------------- | --------------------------- | --------------------------- | --------------------------- | --------------------------- | --------------------------- | --------------------------- | --------------------------- | --------------------------- | --------------------------- | --------------------------- | --------------------------- | --------------------------- | --------------------------- | --------------------------- | --------------------------- | --------------------------- | --------------------------- |
| Grandslamtoernooien                                     |                             |                             |                             |                             |                             |                             |                             |                             |                             |                             |                             |                             |                             |                             |                             |                             |                             |
| Australian Open                                         | –                           | –                           | 4R                          | HF                          | 2R                          | –                           | 2R                          | 3R                          | –                           | –                           | 3R                          | 2R                          | –                           | –                           | 2R                          | 0 / 8                       | 16-7                        |
| Roland Garros                                           | –                           | –                           | 2R                          | 3R                          | HF                          | 3R                          | 2R                          | KF                          | 3R                          | 3R                          | 2R                          | 3R                          | –                           | –                           | –                           | 0 / 10                      | 22-10                       |
| Wimbledon                                               | –                           | –                           | 3R                          | 3R                          | 4R                          | 1R                          | 1R                          | W                           | 4R                          | HF                          | 3R                          | 2R                          | –                           | KF                          | –                           | 1 / 11                      | 29-10                       |
| US Open                                                 | –                           | –                           | 1R                          | 4R                          | 4R                          | 2R                          | 3R                          | 1R                          | KF                          | 3R                          | KF                          | KF                          | –                           | 1R                          | –                           | 0 / 11                      | 22-11                       |
| Winst-verlies                                           | 0-0                         | 0-0                         | 6-4                         | 12-3                        | 12-4                        | 3-3                         | 4-4                         | 13-3                        | 8-3                         | 9-3                         | 9-4                         | 8-4                         | 0-0                         | 4-2                         | 1-1                         | 1 / 40                      | 89-38                       |
| Tennis Masters Cup                                      |                             |                             |                             |                             |                             |                             |                             |                             |                             |                             |                             |                             |                             |                             |                             |                             |                             |
| Masters Cup                                             | –                           | –                           | –                           | G                           | –                           | –                           | –                           | HF                          | –                           | –                           | –                           | –                           | –                           | –                           | –                           | 0 / 2                       | 3-4                         |
| Grand Slam Cup                                          |                             |                             |                             |                             |                             |                             |                             |                             |                             |                             |                             |                             |                             |                             |                             |                             |                             |
| Grand Slam Cup                                          | g.t.                        | –                           | –                           | KF                          | –                           | –                           | –                           | 1R                          | –                           | –                           | KF                          | g.t.                        | g.t.                        | g.t.                        | g.t.                        | 0 / 3                       | 2-3                         |
| Super 9 / Tennis Masters Series / ATP Masters Series    |                             |                             |                             |                             |                             |                             |                             |                             |                             |                             |                             |                             |                             |                             |                             |                             |                             |
| Indian Wells                                            | –                           | –                           | –                           | 3R                          | –                           | –                           | –                           | –                           | –                           | –                           | KF                          | –                           | –                           | –                           | 1R                          | 0 / 3                       | 4-3                         |
| Miami                                                   | –                           | –                           | 1R                          | KF                          | KF                          | –                           | 2R                          | 4R                          | 4R                          | –                           | W                           | –                           | –                           | –                           | 1R                          | 1 / 8                       | 16-7                        |
| Monte Carlo                                             | –                           | –                           | –                           | 1R                          | 3R                          | 2R                          | KF                          | 3R                          | KF                          | HF                          | –                           | 3R                          | –                           | –                           | –                           | 0 / 8                       | 15-8                        |
| Rome                                                    | –                           | –                           | 1R                          | 1R                          | 1R                          | 3R                          | –                           | F                           | 2R                          | KF                          | 2R                          | 1R                          | –                           | –                           | –                           | 0 / 9                       | 12-9                        |
| Hamburg                                                 | –                           | –                           | –                           | KF                          | KF                          | KF                          | 3R                          | 3R                          | 2R                          | 3R                          | 2R                          | –                           | –                           | –                           | –                           | 0 / 8                       | 13-8                        |
| Stockholm                                               | –                           | –                           | –                           | –                           | –                           | 2R                          | lagere categorie            | lagere categorie            | lagere categorie            | lagere categorie            | lagere categorie            | lagere categorie            | lagere categorie            | lagere categorie            | lagere categorie            | 0 / 1                       | 0-1                         |
| Essen                                                   | geen toernooi               | geen toernooi               | geen toernooi               | geen toernooi               | geen toernooi               | geen toernooi               | KF                          | geen toernooi               | geen toernooi               | geen toernooi               | geen toernooi               | geen toernooi               | geen toernooi               | geen toernooi               | geen toernooi               | 0 / 1                       | 2-1                         |
| Stuttgart                                               | lagere categorie            | lagere categorie            | lagere categorie            | lagere categorie            | lagere categorie            | lagere categorie            | lagere categorie            | 3R                          | F                           | W                           | F                           | 2R                          | –                           | g.t.                        | g.t.                        | 1 / 5                       | 15-4                        |
| Montreal/Toronto                                        | –                           | –                           | –                           | –                           | –                           | –                           | 2R                          | –                           | KF                          | F                           | 2R                          | 3R                          | –                           | 1R                          | –                           | 0 / 6                       | 9-6                         |
| Cincinnati                                              | –                           | –                           | –                           | 3R                          | 2R                          | 1R                          | 1R                          | 3R                          | 2R                          | 3R                          | KF                          | 1R                          | –                           | 3R                          | –                           | 0 / 10                      | 9-10                        |
| Parijs                                                  | –                           | –                           | 1R                          | 3R                          | 2R                          | 3R                          | KF                          | 2R                          | KF                          | 2R                          | 2R                          | –                           | –                           | –                           | –                           | 0 / 9                       | 6-9                         |
| Winst-verlies                                           | 0-0                         | 0-0                         | 0-3                         | 11-7                        | 7-6                         | 7-6                         | 10-7                        | 13-7                        | 14-8                        | 17-6                        | 15-7                        | 5-5                         | 0-0                         | 2-2                         | 0-2                         | 2 / 68                      | 101-66                      |
| ATP Championship Series / ATP International Series Gold |                             |                             |                             |                             |                             |                             |                             |                             |                             |                             |                             |                             |                             |                             |                             |                             |                             |
| Antwerpen                                               | geen toernooi               | geen toernooi               | geen toernooi               | lagere categorie            | lagere categorie            | lagere categorie            | g.t.                        | KF                          | –                           | –                           | geen toernooi               | geen toernooi               | geen toernooi               | geen toernooi               | geen toernooi               | 0 / 1                       | 2-1                         |
| Barcelona                                               | –                           | –                           | –                           | –                           | KF                          | W                           | 2R                          | –                           | –                           | –                           | –                           | 3R                          | –                           | –                           | –                           | 1 / 4                       | 9-3                         |
| Brussel Indoor                                          | g.t.                        | –                           | –                           | 1R                          | geen toernooi               | geen toernooi               | geen toernooi               | geen toernooi               | geen toernooi               | geen toernooi               | geen toernooi               | geen toernooi               | geen toernooi               | geen toernooi               | geen toernooi               | 0 / 1                       | 0-1                         |
| Indianapolis                                            | –                           | –                           | –                           | –                           | –                           | 3R                          | –                           | –                           | –                           | –                           | –                           | –                           | –                           | –                           | l.c.                        | 0 / 1                       | 2-1                         |
| Londen Indoor                                           | geen toernooi               | geen toernooi               | geen toernooi               | geen toernooi               | geen toernooi               | geen toernooi               | geen toernooi               | geen toernooi               | geen toernooi               | 1R                          | W                           | –                           | geen toernooi               | geen toernooi               | geen toernooi               | 1 / 2                       | 5-1                         |
| Milaan                                                  | lagere categorie            | lagere categorie            | lagere categorie            | lagere categorie            | 2R                          | –                           | –                           | 2R                          | 1R                          | geen toernooi               | geen toernooi               | geen toernooi               | lagere categorie            | lagere categorie            | lagere categorie            | 0 / 3                       | 2-3                         |
| New Haven                                               | –                           | –                           | KF                          | 2R                          | 3R                          | –                           | F                           | KF                          | KF                          | HF                          | lagere categorie            | lagere categorie            | lagere categorie            | lagere categorie            | lagere categorie            | 0 / 7                       | 15-7                        |
| Rotterdam                                               | lagere categorie            | lagere categorie            | lagere categorie            | lagere categorie            | lagere categorie            | lagere categorie            | lagere categorie            | lagere categorie            | lagere categorie            | lagere categorie            | 2R                          | –                           | –                           | –                           | 2R                          | 0 / 2                       | 2-2                         |
| Stuttgart Indoor                                        | –                           | –                           | –                           | 2R                          | F                           | –                           | W                           | hogere categorie            | hogere categorie            | hogere categorie            | hogere categorie            | hogere categorie            | hogere categorie            | g.t.                        | g.t.                        | 1 / 3                       | 9-2                         |
| Stuttgart Outdoor                                       | –                           | –                           | KF                          | –                           | –                           | –                           | –                           | –                           | –                           | –                           | –                           | –                           | –                           | l.c.                        | –                           | 0 / 1                       | 3-1                         |
| Sydney Indoor                                           | –                           | –                           | –                           | HF                          | 1R                          | W                           | geen toernooi               | geen toernooi               | geen toernooi               | geen toernooi               | geen toernooi               | geen toernooi               | geen toernooi               | geen toernooi               | geen toernooi               | 1 / 3                       | 8-2                         |
| Tokio Indoor                                            | –                           | –                           | –                           | 3R                          | 3R                          | KF                          | KF                          | geen toernooi               | geen toernooi               | geen toernooi               | geen toernooi               | geen toernooi               | geen toernooi               | geen toernooi               | geen toernooi               | 0 / 4                       | 6-4                         |
| Tokio Outdoor                                           | –                           | –                           | 1R                          | F                           | –                           | –                           | –                           | KF                          | W                           | –                           | KF                          | –                           | –                           | –                           | –                           | 1 / 5                       | 13-4                        |
| Wenen                                                   | lagere categorie            | lagere categorie            | lagere categorie            | lagere categorie            | lagere categorie            | lagere categorie            | lagere categorie            | –                           | HF                          | 2R                          | HF                          | KF                          | –                           | –                           | –                           | 0 / 4                       | 9-4                         |
| Winst-verlies                                           | 0-0                         | 0-0                         | 6-3                         | 9-6                         | 8-6                         | 14-2                        | 11-3                        | 7-4                         | 10-3                        | 4–3                         | 11-3                        | 4-2                         | 0-0                         | 0-0                         | 1-1                         | 5 / 41                      | 85-36                       |
| ATP World Series / ATP International Series             |                             |                             |                             |                             |                             |                             |                             |                             |                             |                             |                             |                             |                             |                             |                             |                             |                             |
| Adelaide                                                | –                           | –                           | –                           | –                           | 2R                          | –                           | HF                          | –                           | –                           | –                           | –                           | –                           | –                           | –                           | HF                          | 0 / 3                       | 7-3                         |
| Antwerpen                                               | geen toernooi               | geen toernooi               | geen toernooi               | W                           | –                           | 1R                          | g.t.                        | hogere categorie            | hogere categorie            | hogere categorie            | geen toernooi               | geen toernooi               | geen toernooi               | geen toernooi               | geen toernooi               | 1 / 2                       | 5-1                         |
| Bazel                                                   | –                           | –                           | –                           | –                           | –                           | –                           | –                           | –                           | –                           | –                           | –                           | 2R                          | –                           | –                           | –                           | 0 / 1                       | 1-1                         |
| Bogota                                                  | geen toernooi               | geen toernooi               | geen toernooi               | geen toernooi               | geen toernooi               | –                           | 1R                          | –                           | –                           | –                           | g.t.                        | –                           | –                           | g.t.                        | g.t.                        | 0 / 1                       | 0-1                         |
| Dubai                                                   | geen toernooi               | geen toernooi               | geen toernooi               | geen toernooi               | –                           | –                           | –                           | –                           | KF                          | –                           | –                           | –                           | hogere categorie            | hogere categorie            | hogere categorie            | 0 / 1                       | 2-1                         |
| Halle                                                   | geen toernooi               | geen toernooi               | geen toernooi               | geen toernooi               | –                           | –                           | –                           | –                           | 2R                          | KF                          | 1R                          | F                           | –                           | –                           | –                           | 0 / 4                       | 7-4                         |
| Hilversum                                               | –                           | –                           | 1R                          | geen toernooi               | geen toernooi               | geen toernooi               | geen toernooi               | geen toernooi               | geen toernooi               | geen toernooi               | geen toernooi               | geen toernooi               | geen toernooi               | geen toernooi               | geen toernooi               | 0 / 1                       | 0-1                         |
| Hongkong                                                | g.t.                        | –                           | W                           | –                           | –                           | –                           | –                           | KF                          | –                           | –                           | KF                          | –                           | –                           | –                           | g.t.                        | 1 / 3                       | 9-2                         |
| Kuala Lumpur                                            | geen toernooi               | geen toernooi               | geen toernooi               | –                           | –                           | –                           | KF                          | geen toernooi               | geen toernooi               | geen toernooi               | geen toernooi               | geen toernooi               | geen toernooi               | geen toernooi               | geen toernooi               | 0 / 1                       | 2-1                         |
| Londen                                                  | –                           | –                           | –                           | –                           | –                           | –                           | –                           | –                           | –                           | –                           | –                           | –                           | –                           | –                           | 3R                          | 0 / 1                       | 2-1                         |
| Long Island                                             | g.t.                        | –                           | –                           | –                           | –                           | –                           | –                           | –                           | –                           | –                           | 2R                          | HF                          | –                           | 2R                          | –                           | 0 / 3                       | 4-3                         |
| Los Angeles                                             | –                           | –                           | –                           | W                           | W                           | HF                          | –                           | F                           | KF                          | –                           | –                           | –                           | –                           | –                           | –                           | 2 / 5                       | 19-3                        |
| Lyon                                                    | –                           | –                           | –                           | –                           | –                           | –                           | –                           | –                           | 2R                          | –                           | –                           | –                           | –                           | –                           | –                           | 0 / 1                       | 1-1                         |
| Chennai                                                 | geen toernooi               | geen toernooi               | geen toernooi               | geen toernooi               | geen toernooi               | geen toernooi               | geen toernooi               | –                           | 2R                          | –                           | –                           | –                           | –                           | –                           | –                           | 0 / 1                       | 1-1                         |
| Manchester                                              | g.t.                        | –                           | 1R                          | –                           | –                           | –                           | geen toernooi               | geen toernooi               | geen toernooi               | geen toernooi               | geen toernooi               | geen toernooi               | geen toernooi               | geen toernooi               | geen toernooi               | 0 / 1                       | 0-1                         |
| Marseille                                               | geen toernooi               | geen toernooi               | geen toernooi               | geen toernooi               | –                           | –                           | –                           | –                           | –                           | HF                          | –                           | –                           | –                           | –                           | –                           | 0 / 1                       | 3-1                         |
| Milaan                                                  | –                           | –                           | –                           | –                           | hogere categorie            | hogere categorie            | hogere categorie            | hogere categorie            | hogere categorie            | geen toernooi               | geen toernooi               | geen toernooi               | –                           | –                           | KF                          | 0 / 1                       | 2-1                         |
| Moskou                                                  | –                           | –                           | 1R                          | –                           | –                           | –                           | –                           | –                           | –                           | –                           | –                           | –                           | –                           | –                           | –                           | 0 / 1                       | 0-1                         |
| München                                                 | –                           | –                           | –                           | 1R                          | –                           | –                           | –                           | –                           | –                           | –                           | –                           | –                           | –                           | –                           | –                           | 0 / 1                       | 0-1                         |
| Ostrava                                                 | geen toernooi               | geen toernooi               | geen toernooi               | geen toernooi               | geen toernooi               | –                           | –                           | 1R                          | –                           | –                           | geen toernooi               | geen toernooi               | geen toernooi               | geen toernooi               | geen toernooi               | 0 / 1                       | 0-1                         |
| Rosmalen                                                | g.t.                        | –                           | KF                          | KF                          | KF                          | W                           | KF                          | KF                          | W                           | KF                          | KF                          | 2R                          | –                           | 1R                          | 1R                          | 2 / 12                      | 25-9                        |
| Rotterdam                                               | –                           | –                           | 1R                          | –                           | 1R                          | –                           | W                           | 2R                          | W                           | HF                          | hogere categorie            | hogere categorie            | hogere categorie            | hogere categorie            | hogere categorie            | 2 / 6                       | 14-4                        |
| Sankt Pölten                                            | geen toernooi               | geen toernooi               | geen toernooi               | geen toernooi               | geen toernooi               | –                           | –                           | –                           | –                           | –                           | –                           | –                           | –                           | –                           | KF                          | 0 / 1                       | 2-1                         |
| Seoel                                                   | –                           | –                           | KF                          | –                           | –                           | –                           | –                           | –                           | geen toernooi               | geen toernooi               | geen toernooi               | geen toernooi               | geen toernooi               | geen toernooi               | geen toernooi               | 0 / 1                       | 2-1                         |
| Singapore                                               | –                           | –                           | 1R                          | 1R                          | geen toernooi               | geen toernooi               | geen toernooi               | KF                          | hogere categorie            | hogere categorie            | hogere categorie            | geen toernooi               | geen toernooi               | geen toernooi               | geen toernooi               | 0 / 3                       | 2-3                         |
| Sint-Petersburg                                         | geen toernooi               | geen toernooi               | geen toernooi               | geen toernooi               | geen toernooi               | geen toernooi               | –                           | –                           | –                           | W                           | –                           | –                           | –                           | –                           | –                           | 1 / 1                       | 5-0                         |
| Stockholm                                               | hogere categorie            | hogere categorie            | hogere categorie            | hogere categorie            | hogere categorie            | hogere categorie            | 2R                          | –                           | –                           | –                           | –                           | –                           | –                           | –                           | –                           | 0 / 1                       | 1-1                         |
| Sydney Outdoor                                          | –                           | –                           | 2R                          | 2R                          | 1R                          | –                           | KF                          | 1R                          | –                           | –                           | 2R                          | –                           | –                           | –                           | 1R                          | 0 / 7                       | 5-7                         |
| Toulouse                                                | –                           | –                           | HF                          | –                           | –                           | –                           | –                           | –                           | –                           | –                           | –                           | –                           | geen toernooi               | geen toernooi               | geen toernooi               | 0 / 1                       | 3-1                         |
| Wenen                                                   | –                           | –                           | 2R                          | –                           | –                           | –                           | –                           | hogere categorie            | hogere categorie            | hogere categorie            | hogere categorie            | hogere categorie            | hogere categorie            | hogere categorie            | hogere categorie            | 0 / 1                       | 1-1                         |
| Winst-verlies                                           | 0-0                         | 0-0                         | 14-10                       | 13-4                        | 8-4                         | 8-2                         | 15-6                        | 11-7                        | 17-5                        | 15-3                        | 6-5                         | 8-4                         | 0-0                         | 1-2                         | 9-6                         | 9 / 68                      | 125-58                      |
| Davis Cup                                               |                             |                             |                             |                             |                             |                             |                             |                             |                             |                             |                             |                             |                             |                             |                             |                             |                             |
| Davis Cup                                               | –                           | –                           | –                           | 2-0                         | 0-2                         | 1-1                         | 1-3                         | 0-1                         | –                           | –                           | 1-1                         | 1-0                         | –                           | –                           | –                           | 0 / 7                       | 6-8                         |
| World Team Cup                                          |                             |                             |                             |                             |                             |                             |                             |                             |                             |                             |                             |                             |                             |                             |                             |                             |                             |
| World Team Cup                                          | –                           | –                           | –                           | –                           | –                           | –                           | 0-3                         | 0-3                         | –                           | –                           | –                           | –                           | –                           | –                           | –                           | 0 / 2                       | 0-6                         |
| Carrière statistieken                                   |                             |                             |                             |                             |                             |                             |                             |                             |                             |                             |                             |                             |                             |                             |                             |                             |                             |
| ATP toernooien gespeeld                                 | 0                           | 0                           | 21                          | 26                          | 22                          | 17                          | 24                          | 26                          | 22                          | 18                          | 23                          | 16                          | 0                           | 6                           | 10                          | Carrière totaal: 231        | Carrière totaal: 231        |
| ATP Finales                                             | 0                           | 0                           | 1                           | 3                           | 2                           | 3                           | 3                           | 2                           | 4                           | 3                           | 3                           | 1                           | 0                           | 0                           | 0                           | Carrière totaal: 25         | Carrière totaal: 25         |
| ATP Toernooien gewonnen                                 | 0                           | 0                           | 1                           | 2                           | 1                           | 3                           | 2                           | 1                           | 3                           | 2                           | 2                           | 0                           | 0                           | 0                           | 0                           | Carrière totaal: 17         | Carrière totaal: 17         |
| Gewonnen-verloren                                       | Statistieken per ondergrond | Statistieken per ondergrond | Statistieken per ondergrond | Statistieken per ondergrond | Statistieken per ondergrond | Statistieken per ondergrond | Statistieken per ondergrond | Statistieken per ondergrond | Statistieken per ondergrond | Statistieken per ondergrond | Statistieken per ondergrond | Statistieken per ondergrond | Statistieken per ondergrond | Statistieken per ondergrond | Statistieken per ondergrond | Statistieken per ondergrond | Statistieken per ondergrond |
| Hardcourt                                               | 0-0                         | 0-0                         | 17-9                        | 28-9                        | 14-8                        | 12-5                        | 14-11                       | 15-10                       | 20-8                        | 18-5                        | 30-12                       | 12-7                        | 0–0                         | 3-4                         | 5-6                         | 7 / 100                     | 188-94                      |
| Gravel                                                  | 0-0                         | 0-0                         | 4-4                         | 5-5                         | 11-7                        | 13-4                        | 7-9                         | 13-7                        | 5-4                         | 9-4                         | 3-4                         | 7-4                         | 0-0                         | 0-0                         | 2-1                         | 1 / 50                      | 79-53                       |
| Gras                                                    | 0-0                         | 0-0                         | 4-3                         | 4-2                         | 5-2                         | 5-1                         | 2-2                         | 9-1                         | 9-2                         | 9-2                         | 4-3                         | 6-3                         | 0-0                         | 4-2                         | 2-2                         | 3 / 29                      | 63-25                       |
| Tapijt                                                  | 0-0                         | 0-0                         | 1-4                         | 12-7                        | 5-5                         | 3-4                         | 18-4                        | 9-10                        | 15-5                        | 9-4                         | 6-2                         | 1-1                         | 0-0                         | 0-0                         | 2-1                         | 6 / 52                      | 81-47                       |
| Totaal winst-verlies                                    | 0-0                         | 0-0                         | 26-20                       | 49-23                       | 35-22                       | 33-14                       | 41-26                       | 46-28                       | 49-19                       | 45-15                       | 43-21                       | 26-15                       | 0-0                         | 7-6                         | 11-10                       | 17 / 231                    | 411-219                     |
| Eindejaarsranking                                       | 392                         | 129                         | 45                          | 10                          | 15                          | 17                          | 11                          | 7                           | 11                          | 10                          | 10                          | 36                          | –**                         | 112                         | 71*                         |                             |                             |
| Toernooi                                                | 1989                        | 1990                        | 1991                        | 1992                        | 1993                        | 1994                        | 1995                        | 1996                        | 1997                        | 1998                        | 1999                        | 2000                        | 2001                        | 2002                        | 2003                        | Carrière SR                 | Carrière w-v                |

* = positie op het moment dat hij bekendmaakte te stoppen met tennis

** = geen ranking in verband met langdurige blessure

### Mannendubbelspel
| Toernooi        | 1991 | 1992 | 1993 | 1994 | 1995 | 1996 |
| --------------- | ---- | ---- | ---- | ---- | ---- | ---- |
| Australian Open | 2R   | HF   | 3R   | –    | –    | –    |
| Roland Garros   | 3R   | –    | –    | –    | –    | 2R   |
| Wimbledon       | 2R   | –    | –    | –    | –    | –    |
| US Open         | –    | –    | –    | –    | 1R   | –    |

## Onderscheidingen
- Ridder van de Orde van de Nederlandse Leeuw (1997)[18]
- Officier van de Orde van Oranje-Nassau (17 november 2017)[19][20]
- Eremedaille voor Voortvarendheid en Vernuft van de Huisorde van Oranje (17 juni 2024)[21]

## Trivia
- Op 12 september 2006 beleefde Krajicek met kunstenaar Pim Smit een wereldprimeur: schildertennissen. Richard Krajicek sloeg op een officiële tenniscourt in het Belgische Tienen in verf gedoopte tennisballen tegen een schildersdoek van Pim Smit. Het kunstwerk werd geveild tijdens het gala van de Richard Krajicek Foundation in Noordwijk aan Zee.
- Krajicek hield aanvankelijk totaal niet van het spelen op gras. Toch maakte hij op het heilige gras van Wimbledon zijn droom waar.
- Op de Cornelis Jetsesschool, een basisschool in Den Haag, zat Krajicek enkele jaren in dezelfde klas als latere wielrenner Michael Boogerd[22].